# Dark Souls III
Dark Souls III (ダークソウルIII, Dāku Souru Surī) es un videojuego de rol de acción desarrollado por FromSoftware y publicado por Bandai Namco Entertainment para PlayStation 4, Xbox One y Microsoft Windows. Es la tercera y última entrega en la saga Souls, lanzándose en Japón el 24 de marzo de 2016, y de manera mundial en abril del mismo año.
Dark Souls III fue un éxito tanto de crítica como de ventas, con la crítica nombrando a este como un digno y adecuado final para la saga. Fue el juego de Bandai Namco que más rápido vendió en su historia, alcanzando más de tres millones de copias en todo el mundo en menos de dos meses tras su lanzamientoy más de 10 millones en 2020
En total, el juego ha recibido 2 expansiones de pago (DLC): Ashes of Ariandel, lanzado el 24 de octubre de 2016y The Ringed City, estrenado el 28 de marzo de 2017.Con el lanzamiento de esta última expansión, se preparó una edición especial GOTY que aunó tanto el juego base como los dos contenidos descargables y que recibió el nombre de Dark Souls III: The Fire Fades Edition, estando disponible en abril de 2017.

## Jugabilidad
El juego presenta mecánicas similares a Dark Souls y Dark Souls II, aunque con algunas diferencias: Las animaciones del personaje son casi idénticas a las del primer título, pero ocurren a mayor rapidez; Al tomar los frascos de estus, el personaje se puede mover lentamente (en títulos anteriores el personaje no podía), la patada vuelve, y la búsqueda de fragmentos de estus, polvo de hueso, anillos, armas, armaduras, escudos, pergaminos mágicos, tomos de piromancias, milagros se mantiene, y la barra de magia vuelve (PC).
El sistema de armadura y estabilidad (estadística que permite resistir golpes sin perder el balance) ha sido completamente cambiado en comparación de los otros 2 juegos, reduciendo sus capacidades defensivas y volviéndola más efectiva al tomar roles ofensivos en peleas, lo que resulta en una jugabilidad similar a Bloodborne. 
El título cuenta con un modo multijugador cooperativo, donde el jugador es ayudado por otras personas mediante "señales de invocación" para vencer jefes, enemigos, otros jugadores o zonas muy difíciles, aunque habrá un pequeño aumento de dificultad por el aumento de jugadores.
También existe un modo PVP, donde tradicionalmente un jugador podría invadir a otro para intentar matarlo, o bien, se pueden usar señales de invocación. El modo PVP queda deshabilitado durante batallas de jefes.

## Historia

### Argumento
Dark Souls 3 es el final de la saga y presenta un mundo, el Reino de Lothric, al borde del Apocalipsis por culpa de "la maldición de los no muertos", y la razón por la que el mundo aún no se ha sumido en la oscuridad totalmente es el sacrificio que muchos héroes e incluso dioses hicieron al reavivar la llama original, la cual se encarga de mantener la "Era del fuego", dejando que esta consumiera sus respectivas almas y cuerpos.
El protagonista, el personaje al que se da vida en este título, es uno de los que llaman "Latentes"; estas personas son humanos que consiguieron llegar al horno de la Primera Llama y trataron de enlazarla, pero fueron consumidos y hechos ceniza sin conseguir su objetivo. Estos humanos son despertados cuando los Señores de la Ceniza (aquellos que sí que fueron suficientemente poderosos como para enlazar la Primera Llama) son despertados pero no cumplen su deber: quedarse en sus tronos (en el Santuario de Enlace del Fuego) hasta que se les vuelva a sacrificar para enlazar la Primera Llama. Es decir, cuando los Señores de la Ceniza no quieren volver a prolongar la Era de los Dioses (la era del fuego) y abandonan sus tronos, los Latentes deben ir a por ellos para matarlos y devolver sus cenizas a los tronos y el Latente que lo consiga deberá, como última parte del plan, inmolarse él mismo, convirtiéndose de esta forma en un Señor de la Ceniza.
En el final del juego, cuando se reúnan las cenizas de todos los Señores de la Ceniza, hay que realizar el ritual de enlace del fuego, con la ayuda de la Guardiana del Fuego, e ir al horno de la Primera Llama. Allí, el jugador ha de enfrentarse con el Alma de Ceniza, y cuando sea derrotado, se tendrá la más importante de todas las decisiones: enlazar la Primera Llama, extendiendo así la Era del Fuego; dejar que se apague, comenzando así la Era de la Oscuridad; robar el poder de la Primera Llama, comenzando la Era de la Oscuridad, pero conservando en el personaje elegido el poder de la Primera Llama; o robar el poder de la Primera Llama, pero en vez de sencillamente quedárselo, se puede convertir en el Señor de la Era de la Oscuridad.

### Personajes

#### Señores de la ceniza
Estos Señores de la Ceniza son cinco (pese a que se supone que muchos más humanos y Dioses se han inmolado a lo largo de la historia):
Vigilantes del Abismo. El primer Señor de la Ceniza con el que se enfrenta el personaje elegido es un colectivo. Estos caballeros son el legado de Artorias (de Dark Souls I). Su misión, antes de ser Señores de la Ceniza, era la de combatir el Abismo; si algún ciudadano veía esa característica armadura de los Vigilantes en su hogar, no eran buenas noticias, pues el Abismo se encontraba allí, y los Vigilantes acabarían con él o al menos lo frenarían a toda costa, inundando o sepultando el lugar, si era necesario.
Aldrich. El segundo Señor de la Ceniza al que hay que enfrentarse es Aldrich, Santo de la Oscuridad. Este terrible ser comenzó siendo un simple clérigo de la Catedral de la Oscuridad (Cathedral of the Deep: significa, de hecho, catedral de la profundidad, pero se tradujo así). Pero desarrolló un enfermizo gusto por la carne humana, llegando a devorar incluso a un Dios, Gwyndolin, que estaba en Anor Londo. Así pues, tal y como nos dice Hawkwood, el desertor, a este caníbal le hicieron Señor de la Ceniza por poder y no por virtud.
Yhorm. El tercer Señor de la Ceniza es Yhorm el gigante, Señor de la Capital Profanada. Este era un descendiente de un conquistador (esto es una referencia a la guerra entre Drangleic y los gigantes, explicada en Dark Souls II), que amaba a su pueblo, pero este no lo correspondía; debido a esta situación, Yhorm decidió hacer dos cosas: la primera, fue entregar dos espadas, llamadas "Soberano de las Tormentas", una a su pueblo, y la otra a su gran amigo Sigward, de los caballeros de Catarina. Hizo estos regalos porque estas espadas son su punto débil. La otra cosa que hizo, fue intentar acabar con la Llama Profanada, una peligrosa llama que algunos creen que es una sustitución del lecho del caos (de Dark Souls I). Para cumplir esta tarea, enlazó la Primera Llama. Sin embargo, esto no fue suficiente y la Llama Profanada cobró tal fuerza, que arrasó la Capital Profanada. No quemó sino carne humana. Sólo unos pocos sobrevivieron, y estos fueron más tarde los carceleros de la Mazmorra de Irithyll.
Lorian y Lothric. El último Señor de la Ceniza es el Príncipe Lothric, custodiado por su hermano Lorian. Hay bastante polémica alrededor de este "jefe final"; y es que se nos da a entender en varios objetos que Lorian y Lothric rechazaron su destino; esto haría parecer que no enlazaron la Primera Llama, sin embargo, Lorian está envuelto en llamas, como los Latentes en estado Ascua, en su segunda fase. Esto haría indicar que sí que enlazaron la Llama. Con lo que respecta al lore de estos personajes: Lorian es el mayor de los hermanos. Antes de que naciera Lothric, servía como caballero para el Reino. Llegó, incluso, a derrotar al Príncipe Demonio, y por ello su espada está envuelta por llamas, permanentemente. Cuando nació su hermano pequeño, este resultó ser deforme y enfermizo; estos defectos son explicados porque sus padres, el Rey Oceiros y la Reina (no se sabe quién es, aunque la hipótesis de que es Gwynevere es muy sólida), recurrieron a medios infames para conseguir al heredero perfecto para enlazar la Primera Llama. Lorian decidió compartir la maldición de su hermano, de tal forma que sus almas están conectadas; y Lorian, por compartir esta carga, se quedó mudo e inválido. Estos príncipes no querían enlazar la Primera Llama porque el Primer Erudito, que era su tutor particular, les convenció de que el legado de los Señores de la Ceniza, el Enlace del Fuego, no era una buena opción. La identidad de este Primer Erudito se desconoce, aunque lo más probable es que sea el Pontífice Sulyvahn, un personaje clave en el Lore de Dark Souls 3.
Ludleth. Por último, está Ludleth, el Exiliado. Este es el único Señor de la Ceniza que no ha abandonado su trono. Este hombre era un Rey que descuidó sus tierras para dedicarse al estudio de la Transposición de Almas, un arte prohibido en su Reino, Courland. Si se derrota al Gran Árbol Corrompido, se obtendrá el horno de transposición. Al entregárselo a Ludleth, éste ayudará al jugador al transformar las almas de los jefes derrotados en armas, anillos y magias.

### Expansiones

#### Ashes of Ariandel
Esta primera expansión introduce una nueva área: el Mundo Pintado de Ariandel. Al llegar a la Catedral de la Oscuridad en el juego base, el Latente se encuentra con Gael, un caballero errante que implora entrar en el Mundo Pintado y cumplir una profecía para traer " El Fuego para Ariandel". Los habitantes de este mundo piden al jugador que queme el Mundo Pintado según la profecía o que lo deje pudrirse lentamente. Una chica pintora le cuenta al Latente sobre la promesa del "Tío Gael" de encontrarle tintes para pintar un nuevo mundo. La decisión del jugador de proceder provoca la frialdad en la Hermana Friede, la guardiana autoproclamada del mundo. Cuando el jugador intenta acceder al santuario interior, ella y el Padre Ariandel luchan contra ellos como jefes. Tras su derrota, el Mundo Pintado es incendiado. La pintora agradece al jugador por mostrarle la llama y espera a Gael para el Alma Oscura, que ella puede usar para pintar un nuevo mundo para la humanidad.

#### The Ringed City
En esta segunda expansión, el Latente comienza su viaje hacia un área conocida como "El Montón de residuos", donde reinos arruinados de diferentes eras se amontonan unos sobre otros mientras el mundo llega a su fin. Desde el Montón de residuos, después de luchar a través de las ruinas del Castillo de Lothric, el Latente se encuentra con el caballero amnésico Lapp, quien no puede recordar su pasado. A lo largo de la zona, mensajes de Gael de la anterior expansión guían al jugador. El Latente atraviesa los restos de Pico terrenal, un área encontrada en Dark Souls II, antes de enfrentarse al último remanente de la raza de demonios, el Príncipe Demonio, en la base de un Archtree que contiene las ruinas del Santuario de Enlace de Fuego de Dark Souls. Victorioso, el jugador viaja a la Ciudad Anillada, una antigua ciudad de Pigmeos, los ancestros de la humanidad, que ha caído en el Abismo. Después de derrotar al Guardián de la Iglesia de Filianore, el jugador despierta a Filianore, la hija del Señor Gwyn, quien fue confiada a la Ciudad Anillada como un símbolo de paz entre Gwyn y los Señores Pigmeos. Esto los transporta a un desierto arruinado de ceniza, que puede interpretarse como un salto en el tiempo o el levantamiento de una ilusión creada por Filianore. Allí, el Latente se encuentra con un desaliñado Gael, quien ha comenzado a matar a los Señores Pigmeos para obtener la sangre del Alma Oscura de los Pigmeos para que la chica pintora en Ariandel la use como tinta. Después de consumir el Alma Oscura, Gael acaba corrompido por su poder y demanda la porción del Latente. Finalmente es derrotado, permitiendo al jugador obtener su sangre (que contiene el Alma Oscura) dando la posibilidad de entregarselo a la pintora en Ariandel, quien la usa para pintar un nuevo mundo para la humanidad.

## Desarrollo
El desarrollo de Dark Souls III comenzó en 2013. En ese momento, FromSoftware se encontraba produciendo varios títulos: por un lado, el DLC de Dark Souls II y, por otro, Bloodborne, el cual su etapa final de desarrollo se solapó durante un año entero con el comienzo de Dark Souls III . A pesar de que ambos equipos trabajaron de forma independiente, Hidetaka Miyazaki pudo dirigir ambos proyectos simultáneamente gracias, en parte, a la delegación que hizo sus subdirectores: Isamu Okano y Yui Tanimura, los directores de Steel Battalion: Heavy Armor y Dark Souls II respectivamente, siendo principalmente Okano quien se hizo cargo de la logística de la producción para facilitar la ejecución de la visión de Miyazaki.
Las experiencias que tuvo durante la producción de Bloodborne le hicieron replantear nuevas mecánicas para esta entrega de la serie Dark Souls, dando más versatilidad al jugador a la hora de poder construir sus propias tácticas y equipos.  El diseño de niveles del juego se creó para convertirse en otro "enemigo" que el jugador debe enfrentar. Sin embargo, al igual que los anteriores juegos narran sus historias, Dark Souls III desarrolla la trama con una fuerte ambigüedad: los jugadores pueden conocer la historia solo a través de la conversación con personajes no jugables (NPCs), el diseño artístico y el texto descriptivo de los objetos. Debido a esto, Miyazaki afirma que no hay una historia oficial y única. Su intención al diseñar este juego fue no imponer su punto de vista, afirmando que cualquier intento de descubrir y entender la trama y ese mundo es bienvenido.
La banda sonora original del juego fue escrita principalmente por Yuka Kitamura, compositora de Dark Souls II y Bloodborne, en colaboración con Motoi Sakuraba, compositor de Dark Souls, que participó en el diseño de la música adicional del juego. Además, Tsukasa Saitoh y Nobuyoshi Suzuki, ambos encargados de componer algunas de las piezas que se escuchan durante los encuentros de los jefes de Bloodborne , vuelven a repetir rol para musicalizar las batallas de Dark Souls III. La ambientación musical bebe de partituras góticas (muy en consonancia con el apartado artístico) en donde destacan acordes masivos de metales y coros sombríos para crear una sensación de abrumamiento durante los enfrentamientos principales. Debido a que el juego carece de acompañamiento sonoro durante la exploración de los diversos mapas, su aparición en ciertos momentos lo identifican como un recurso que confiere  una sensación de importancia y solemnidad a cada combate contra un jefe. Otra de las características más importantes de su aspecto sonoro es el uso del leitmotiv, evocado precisamente en elementos muy puntuales del juego para reconocer personajes o lugares. Esto se acentúa en esta tecera parte como herramienta narrativa para conexiar los juegos anteriores y concluir los ciclos eternos de la primera llama y de la trilogía en sí misma, maximizado en la identificación de dos temas icónicos en el encuentro final: El Santuario de Enlace de Fuego y de Gwyn, Señor de la Ceniza y jefe final del primer Dark Souls, cuya famosa pieza puede ser escuchada durante la segunda fase de esta batalla. 
A pesar de la sensación de cierre y que el propio Miyazaki declaró que inicialmente no habría más secuelas, durante la presentación oficial en la E3 de 2015,  este añadió que el juego no sería el último de la serie. En palabras del propio director, esto significaba un "punto de inflexión" tanto para la franquicia como para el estudio, ya que fue el último proyecto de FromSoftware antes de que se convirtiera en presidente de la empresa.

## Recepción
Dark Souls III recibió críticas "generalmente favorables" según el agregador de reseñas Metacritic, con elogios dirigidos a los aspectos visuales del juego y sus mecánicas de combate, que recordaron a los críticos su similitud con el ritmo más rápido de Bloodborne. Para el sitio web Opencritic, recibió la calificación "Mighty" con un 94% de críticas recomendadas
Carlos Leiva, de Vandal, le otorgó un 9.5/10 y destacó la espectacularidad de los encuentros finales, siendo más ágiles y heroicos que sus antecesores y su refinado apartado artístico y musical, considerando su banda sonora como la mejor de toda la serie souls. Juan García, de IGN Spain, profundiza en su sistema de combate y resalta la naturalidad de la integración de la rapidez del sistema de combate de Bloodborne con la pausalidad y estrategia de Dark Souls II. El equipo de 3D Juegos le otorgó de "Imprescindible" al considerar Dark Souls III como el juego  "más trabajado e importante de lo que va de año, que marcará un antes y un después en la historia de un tipo de videojuego". Categoría con el que coincide Salva Fernàndez de Meristation, al sobresaltar la maginifcencia del título con un 100/100 por y considerarlo un "coloso de su generación que seguirá siendo comentado y recordado en el futuro".
Sin embargo, a pesar de la unanimidad de su excelencia, la última entrega de la saga recibió críticas negativas dirigida a problemas con el rendimiento técnico del juego y el diseño lineal del mapa. A tenor de este último, el analista Philip Kollar de Polygon calificó el juego con un 7 de 10, expresando de manera directa su decepción por la falta de sorpresas y la naturaleza arbitraria del diseño del juego, escribiendo que "en muchos aspectos importantes: el diseño del mundo, el ritmo, la tecnología que lo impulsa, Dark Souls III no alcanza el objetivo". Esta linealidad, que muchos críticos señalan como un mal menor, es a ojos de Fu Olmos, del portal Anait,  una decisión de diseño que, bien utilizado, se comunica con el jugador sin dar indicaciones explícitas. En Dark Souls III, esto se hace mediante la integración de la curva de dificultad y de los elementos del entorno como emboscadas, enemigos poderosos, caídas altas, ventanas abiertas y hogueras colocadas estratégicamente que incitan al jugador a explorar y resolver el "rompecabezas" de cómo alcanzarlas.